# Danny Dayton
Danny Dayton, nato Daniel David Segall (Jersey City, 20 novembre 1923 – Los Angeles, 6 febbraio 1999), è stato un attore statunitense.

## Filmografia parziale

### Cinema
- Il sergente di legno (At War with the Army), regia di Hal Walker (1950)
- No Questions Asked, regia di Harold F. Kress (1951)
- Furore sulla città (The Turning Point), regia di William Dieterle (1952)
- Bulli e pupe (Guys and Dolls), regia di Joseph L. Mankiewicz (1955)
- Scusi, dov'è il fronte? (Which Way to the Front?), regia di Jerry Lewis (1970)
- Amore al primo morso (Love at First Bite), regia di Stan Dragoti (1979)
- Incontri particolari (Circle of Power), regia di Bobby Roth (1981)
- La stangata II (The Sting II), regia di Jeremy Kagan (1983)
- Destino trasversale (The Dark Backward), regia di Adam Rifkin (1991)
- Che vita da cani! (Life Stinks), regia di Mel Brooks (1991)
- Rock 'n' Roll High School Forever, regia di Deborah Brock (1991)
- Ed Wood, regia di Tim Burton (1994)

### Televisione
- Damon Runyon Theater – serie TV, episodio 2x04 (1955)
- The Phil Silvers Show - 6 episodi (1956-1958)
- Il bandito a luce rossa (Kill Me If You Can) - film TV (1977)
- Bud and Lou - film TV (1978)
- Arcibaldo (All in the Family) - 15 episodi (1976-1979)
- Archie Bunker's Place - 11 episodi (1979-1980)
- It's Garry Shandling's Show - 4 episodi (1988-1989)
- 83 ore fino all'alba (83 Hours 'Til Dawn) - film TV (1990)